# Datames

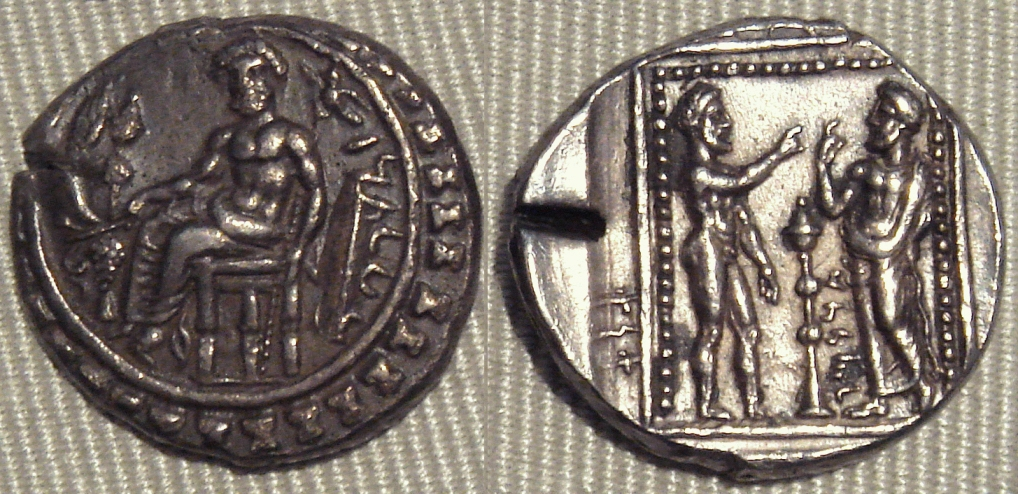
Moneda de plata de Datames.
Anverso: el dios Baal de la polis de Tarso sedente, de perfil en su trono mirando al frente, el torso visto de frente, racimo de uvas bajo su mano derecha, y un águila encima de la misma mano. En la mano izquierda tiene un cetro. Las murallas de la ciudad (de Tarso) bordean la figura por su izquierda.
Reverso: El dios Anu desnudo y Datames mirándose.

Datames fue un general del Imperio  persa y sátrapa de Capadocia bajo el reinado de Artajerjes II entre los años 380 a. C. y 352 a. C.
Cario de nacimiento, fue hijo de Camisares, que había sido sátrapa de Cilicia. Datames llegó a ser miembro de la guardia personal del rey y se destacó en diversas campañas, sofocando la rebelión del gobernador de Paflagonia, por lo que fue designado para suceder a su padre.
Más adelante fue encargado de dirigir la fuerza encargada de recuperar Egipto, pero las intrigas de sus enemigos en la corte le hicieron caer en desgracia, y cambiando de planes, se retiró a Capadocia con sus tropas, haciendo causa común con otros sátrapas que también se habían rebelado. Consiguió mantenerse independiente durante varios años, derrotando a las fuerzas enviadas contra él por el rey. Finalmente fue vencido a traición, siendo asesinado en una reunión.
Su fama como guerrero llegó hasta griegos y romanos, aunque no llegó a enfrentarse con ellos. Cornelio Nepote le cita como el general más capaz de los pueblos no griegos ni romanos, con las únicas excepciones de los cartagineses Amílcar y Aníbal.